# Les Temps qui changent
Ne doit pas être confondu avec Les temps changent.
Pour plus de détails, voir Fiche technique et Distribution.
Les temps qui changent est un film français réalisé par André Téchiné, sorti en 2004.

## Synopsis
À Tanger, Antoine, ingénieur en bâtiment, supervise la construction d'une station de télévision arabophone concurrente d'Al Jazeera. Il s'est fait nommer là pour retrouver une journaliste dont il est amoureux, bien qu'il ne l'ait pas revue depuis trente ans. 

Une autre saga s'y mélange,.

## Fiche technique
- Titre : Les Temps qui changent
- Réalisation : André Téchiné
- Costumier : Christian Gasc
- Scénario : Pascal Bonitzer
- Photographie : Julien Hirsch
- Décors : Philippe Théaudière
- Durée : 94 minutes
- Date de sortie :
  - France : 8 décembre 2004

## Distribution
- Catherine Deneuve : Cécile
- Gérard Depardieu : Antoine Lavau
- Gilbert Melki : Natan
- Malik Zidi : Sami
- Lubna Azabal : Nadia/Aïcha
- Tanya Lopert : Rachel Meyer
- Nabila Baraka : Nabila
- Jabir Elomri : Saïd
- Nadem Rachati : Bilal